# A Dal (2023)
A Dal 2023 egy hétrészes tehetségkutató műsor, melynek keretén belül a nézők és a szakmai zsűri kiválasztotta, hogy melyik a legjobb magyar sláger. Az MTVA és a Duna Média 2022. december 1-jén délután tette közzé a pályázati feltételeket és a hivatalos versenyszabályzatot. A versenybe 2023. január 22-ig jelentkezhettek az előadók és a zenekarok.

## A helyszín
A műsor helyszínéül az előző évekhez hasonlóan az MTVA Kunigunda útjai székházának 600 m2-es egyes stúdiója szolgált, Budapesten.

## A műsorvezetők és a zsűritagok
A tizenkettedik évad házigazdái Rókusfalvy Lili és Fodor Imre lettek, előbbi harmadik alkalommal, 2020 és 2022 után látta el ezt a feladatot újból, míg Fodor Imre első alkalommal volt műsorvezetője a produkciónak.
A szakmai zsűrit képviselte:
- Egri Péter: a Mystery Gang frontembere, A Dal 2014 eurovíziós nemzeti dalválasztó show középdöntőse
- Ferenczi György: Artisjus- és kétszeres EMeRTon-díjas zenész, a Rackajam zenekar frontembere
- Mező Misi: a Magna Cum Laude énekes-gitárosa, a The Voice – Magyarország hangja és a Rising Star című tehetségkutató műsorok, valamint A Dal 2018 és 2019 eurovíziós nemzeti dalválasztó show zsűritagja
- Wolf Kati: énekesnő, a 2011-es Eurovíziós Dalfesztivál magyar résztvevője, A Dal 2012 eurovíziós nemzeti dalválasztó show zsűritagja.

## A résztvevők
Az MTVA 2023. február 7-e és 10-e között jelentette be az élő műsorsorozatba jutottak névsorát.
| Előadó                      | Dal                       | Zene és szöveg |
| --------------------------- | ------------------------- | --- |
| 1AM x Pál Dénes x Nagy Bogi | Eljátszottam              | Bartalos Jenő, Vékony Zoli, Kosztyu János |
| aZorka                      | Tavasz, tél               | Lackfi Dorottya, Iványi Máté, Kasó Máté, Perger Péter, Rostás Péter / Lackfi Dorottya                                                                |
| Berki Artúr                 | Végtelen harc             | |
| Bernadett                   | Anya bújj mellém          | Boda Bernadett |
| Bihary Kíra                 | Tiszavirág                | Bihary Kíra, Kontor Tamás |
| CARMEN feat. Torres Dani    | Félig árva                | Jolis Carmen Magdalene, Torres Dani |
| Dos Diavolos                | Nem tanulunk semmiből     | |
| Elishaz                     | A világok haragja         | Erzsébetek |
| Escape My Shadows           | Emlékezni rád             | Escape My Shadows / Monori Dominik |
| EVERFLASH                   | Édenkert                  | Bihal Roland, Módos Gergely, Bencze Márton, Pásztóy Balázs, Varga Rókus / Bihal Roland                                                               |
| Fekete Bori                 | Ördöglakat                | Mássalhangzók, Fekete Bori, Vida József, Gáti István                                                                                                 |
| From the Sky                | Antarktika                | Tari Szabolcs |
| Gábor Márkó                 | Nem rólunk szól           | Gábor Márkó |
| HolyChicks                  | Víz alatt levegő          | Lahucsky Krisztina, Hunyadkürti Éva, Seprényi Fanni, Tiszai Vivien                                                                                   |
| Jazztelen                   | Kaja meg szex             | Jazztelen |
| Kamarás Iván                | Polinéz sanzon            | |
| Kocsis Tibor                | Szükség van rád           | Kocsis Tibor, Vígh Arnold / Kocsis Tibor |
| Kovács Áron                 | Lennél                    | |
| LILy                        | Visszatáncoltál           | Vígh Arnold / Hasenfracz Bernadett |
| LongStoryShort!             | ez vagyok én              | Marschall György, Szűcs Bence, Perger Péter, Rostás Péter, Mucsi Balázs, Oláh Marcell                                                                |
| Marcell                     | Felhők közt               | Paukovics Gergely, Harsányi Péter, Veress Márton, Ambrus Gábor, Oláh Marcell / Kovács Pál Barnabás                                                   |
| Mirror                      | Hív még                   | Szapek Gergő, Juhász Ferenc, Nagy Sándor, Szilva János, Acosta Olivér Miguel, Kovács Krisztián                                                       |
| Miviana                     | Égni kell                 | Minya Vivien Miviana, Minya Vivien Miviana/Kiss Péter                                                                                                |
| Mocskonyi Dörgő             | Most is ott a parton      | Mocskonyi Dörgő |
| OliverFromEarth             | Utoljára látni nehéz      | Patocska Olivér |
| Pádár Szilvi                | Súlytalan                 | Pádár Szilvia / Ladányi Gábor |
| Panka és Kristóf            | Nincsen semmi boldogságom | Végh Janka Zsuzsanna, Törőcsik Kristóf / Végh Janka Zsuzsanna                                                                                        |
| Potatopatch                 | Színes film               | Dandó Zoltán / Duba Gábor |
| Quack                       | Akkor is                  | Lőrincz Álmos Norbert, Asztalos Róbert Dániel, Barta Egon Erhardt, Vendl Máté, Erdei Sára, Daróczi Bence István, Németh Ákos / Lőrincz Álmos Norbert |
| Roy Galeri                  | Boldog vagy               | Barabás Dávid, Fésűs Ádám, Kiss Áron, Kohánszky Rajmund                                                                                              |
| Schultz Gellért feat. Tá.Dé | Paraván                   | Czinke Máté Gábor, Schultz Gellért |
| Szebényi Dániel             | Vigasztaló                | Szebényi Dániel Kálmán, Szepesi Mátyás |
| Szekér Gergő                | Hol jársz?                | Szekér Gergő |
| Szekeres András             | Az ősz                    | Szekeres András, Barbaró Attila, Tempfli Erik |
| Szirtes Dávid               | Az igazi történeted       | Czinke Máté Gábor / Czinke Máté Gábor, Szirtes Dávid                                                                                                 |
| The Anahit                  | Bírom még                 | Csányi Rita, Sashegyi Soma, Havasi-Hollanda György, Kocsis Dániel                                                                                    |
| The Sharonz                 | Dilemma                   | Almási Bálint |
| The Sign                    | Fejest ugrottam           | Czinke Máté Gábor |
| TITÁN                       | Éjféli járat              | Szabó Előd |
| Varga Zsuzsa                | Te beszéled a nyelvemet   | Varga Zsuzsa |

## A versenyszabályok változása
Az MTVA és a Duna Média 2022. december 1-jén tette közzé a pályázati feltételeket és a hivatalos versenyszabályzatot. A műsor fődíja immár negyedik alkalommal továbbra sem az Eurovíziós Dalfesztiválon való fellépés lehetősége volt. A versenybe a 2022. augusztus 20-a utáni dalokat várták. Az élő műsorsorozatba ezúttal is 40 produkció került be. Érdekesség, hogy a bejelentett dalok mindegyike megfelelt volna az Eurovíziós Dalfesztiválon indulás szabályainak is, ugyanis 2022. szeptember 1-je után lettek bemutatva nyilvánosan.
Az előző hat évadhoz hasonlóan kiosztották A Dal felfedezettje, illetve A legjobb dalszöveg díját is.

## A verseny
Márciusban és áprilisban összesen hét show-műsort adtak le. A műsorok során a szakmai zsűri, illetve a közönség szavazata döntött arról, hogy melyik dal kapja a Magyarország legjobb dala címet. Ez volt a negyedik alkalom, hogy a győztes nem kapja meg az Eurovíziós Dalfesztiválon való indulás lehetőségét, sőt Magyarország nem is nevezett indulót a nemzetközi versenyre már negyedik éve.
A Dal nyertesével a közmédia A Dal 2023 döntőjétől számított 1 éven belül legfeljebb 10 millió forint értékben egy maximum 10 dalos lemezfelvételt és a lemez egy zeneszámához maximum 10 millió forint értékben videóklipet készít, valamint a nyertes 10 millió forintot kapott, amelyet a zenei produkciója fejlesztésére fordíthat. A zsűri által a nyertesen kívül legjobbnak ítélt másik három dal is pénznyereményben részesült: produkciónként 5 millió forintot kapnak zenei karrierjük fejlesztésére. A döntőbe jutott, de a legjobb 4 produkció közé nem kerülő versenyzők 1 millió forintot kaptak zenei karrierjük fejlesztésére.
Tizedszer indult el az online akusztik szavazás, ahol a dalok akusztikus verzióira lehetett szavazni adal.hu hivatalos honlapon. Az Akusztikus verziók versenyének nyertese Akusztik koncertlehetőséget kapott a Petőfi Rádió felajánlásában.
A Dal győztes száma lett a 2023-as Petőfi Zenei Díj Az év dala kategória nyertese – a díjat a tehetségkutató műsor döntőjében Lobenwein Norbert adta át.

## Élő adások
Minden élő műsorban a négytagú zsűri közvetlenül a produkciók elhangzása után pontozza az egyes dalokat 1-től 10-ig. A kialakult sorrend alapján a négy válogatóból 4 dal, a két elődöntőből 3 dal automatikusan az elődöntőbe kerül. Ha a pontozás során holtverseny alakul ki, a zsűri egyszerű szótöbbséggel dönt a továbbjutó dal(ok)ról.
A válogatókban és elődöntőkben a pontszámok alapján nem továbbjutó versenydalokra, – válogatónként 6, elődöntőnként 7 produkcióra a nézők küldhetnek szavazatokat. Az SMS-en keresztül zajló szavazás csak az összes dal elhangzása után indul el minden élő adásban. A pontszámok alapján nem továbbjutó produkciók közül az az 1 dal jut tovább, amelyik a legtöbb SMS-en keresztül küldött szavazatot kapja a nézőktől.
A műsort élőben feliratozzák, mely elérhető a Dunán a teletext 333. oldalán.

### Válogatók
Az MTVA a négy válogatót 2023. március 11-én, március 18-án, március 25-én és április 1-jén tartja. A négytagú zsűri közvetlenül a dalok elhangzása után pontozta az egyes dalokat 1-től 10-ig. A műsort élőben közvetíti a Duna, illetve interneten adal.hu.

#### Első válogató
| Első válogató – 2023. március 11. | Első válogató – 2023. március 11. | Első válogató – 2023. március 11. | Első válogató – 2023. március 11. | Első válogató – 2023. március 11. | Első válogató – 2023. március 11. | Első válogató – 2023. március 11. | Első válogató – 2023. március 11. | Első válogató – 2023. március 11. |
| #                                 | Előadó                            | Dal (zene / szöveg)               | Pontozás                          | Pontozás                          | Pontozás                          | Pontozás                          | Pontozás                          | Eredmény                          |
| #                                 | Előadó                            | Dal (zene / szöveg)               | Egri Péter                        | Ferenczi György                   | Mező Misi                         | Wolf Kati                         | Σ                                 | Eredmény                          |
| --------------------------------- | --------------------------------- | --------------------------------- | --------------------------------- | --------------------------------- | --------------------------------- | --------------------------------- | --------------------------------- | --------------------------------- |
| 01                                | Szirtes Dávid                     | Az igazi történeted               | 7                                 | 8                                 | 7                                 | 7                                 | 29                                | Kiesett                           |
| 02                                | HolyChicks                        | Víz alatt levegő                  | 7                                 | 7                                 | 7                                 | 7                                 | 28                                | Kiesett                           |
| 03                                | Varga Zsuzsa                      | Te beszéled a nyelvemet           | 9                                 | 8                                 | 8                                 | 8                                 | 33                                | Továbbjutott                      |
| 04                                | Mirror                            | Hív még                           | 6                                 | 7                                 | 6                                 | 6                                 | 25                                | Kiesett                           |
| 05                                | OliverFromEarth                   | Utoljára látni nehéz              | 8                                 | 8                                 | 8                                 | 9                                 | 33                                | Továbbjutott                      |
| 06                                | Szebényi Dániel                   | Vigasztaló                        | 8                                 | 9                                 | 8                                 | 8                                 | 33                                | Továbbjutott                      |
| 07                                | The Anahit                        | Bírom még                         | 9                                 | 7                                 | 8                                 | 8                                 | 32                                | Kiesett                           |
| 08                                | Escape My Shadows                 | Emlékezni rád                     | 8                                 | 8                                 | 8                                 | 7                                 | 31                                | Továbbjutott                      |
| 09                                | aZorka                            | Tavasz, tél                       | 8                                 | 8                                 | 8                                 | 8                                 | 32                                | Kiesett                           |
| 10                                | Kovács Áron                       | Lennél                            | 9                                 | 8                                 | 8                                 | 9                                 | 34                                | Továbbjutott                      |

#### Második válogató
| Második válogató – 2023. március 18. | Második válogató – 2023. március 18. | Második válogató – 2023. március 18. | Második válogató – 2023. március 18. | Második válogató – 2023. március 18. | Második válogató – 2023. március 18. | Második válogató – 2023. március 18. | Második válogató – 2023. március 18. | Második válogató – 2023. március 18. |
| #                                    | Előadó                               | Dal (zene / szöveg)                  | Pontozás                             | Pontozás                             | Pontozás                             | Pontozás                             | Pontozás                             | Eredmény                             |
| #                                    | Előadó                               | Dal (zene / szöveg)                  | Egri Péter                           | Ferenczi György                      | Mező Misi                            | Wolf Kati                            | Σ                                    | Eredmény                             |
| ------------------------------------ | ------------------------------------ | ------------------------------------ | ------------------------------------ | ------------------------------------ | ------------------------------------ | ------------------------------------ | ------------------------------------ | ------------------------------------ |
| 11                                   | Roy Galeri                           | Boldog vagy                          | 9                                    | 9                                    | 9                                    | 9                                    | 36                                   | Továbbjutott                         |
| 12                                   | Szekeres András                      | Az ősz                               | 9                                    | 8                                    | 9                                    | 10                                   | 36                                   | Továbbjutott                         |
| 13                                   | 1AM x Pál Dénes x Nagy Bogi          | Eljátszottam                         | 8                                    | 7                                    | 7                                    | 8                                    | 30                                   | Kiesett                              |
| 14                                   | Bernadett                            | Anya bújj mellém                     | 7                                    | 8                                    | 8                                    | 7                                    | 30                                   | Kiesett                              |
| 15                                   | Quack                                | Akkor is                             | 9                                    | 8                                    | 7                                    | 9                                    | 33                                   | Továbbjutott                         |
| 16                                   | Elishaz                              | A világok haragja                    | 8                                    | 8                                    | 8                                    | 8                                    | 32                                   | Kiesett                              |
| 17                                   | CARMEN feat. Torres Dani             | Félig árva                           | 7                                    | 8                                    | 8                                    | 8                                    | 31                                   | Kiesett                              |
| 18                                   | Gábor Márkó                          | Nem rólunk szól                      | 8                                    | 8                                    | 7                                    | 7                                    | 30                                   | Kiesett                              |
| 19                                   | Pádár Szilvi                         | Súlytalan                            | 9                                    | 9                                    | 9                                    | 7                                    | 34                                   | Továbbjutott                         |
| 20                                   | EVERFLASH                            | Édenkert                             | 8                                    | 8                                    | 8                                    | 8                                    | 32                                   | Továbbjutott                         |

#### Harmadik válogató
| Harmadik válogató – 2023. március 25. | Harmadik válogató – 2023. március 25. | Harmadik válogató – 2023. március 25. | Harmadik válogató – 2023. március 25. | Harmadik válogató – 2023. március 25. | Harmadik válogató – 2023. március 25. | Harmadik válogató – 2023. március 25. | Harmadik válogató – 2023. március 25. | Harmadik válogató – 2023. március 25. |
| #                                     | Előadó                                | Dal (zene / szöveg)                   | Pontozás                              | Pontozás                              | Pontozás                              | Pontozás                              | Pontozás                              | Eredmény                              |
| #                                     | Előadó                                | Dal (zene / szöveg)                   | Egri Péter                            | Ferenczi György                       | Mező Misi                             | Wolf Kati                             | Σ                                     | Eredmény                              |
| ------------------------------------- | ------------------------------------- | ------------------------------------- | ------------------------------------- | ------------------------------------- | ------------------------------------- | ------------------------------------- | ------------------------------------- | ------------------------------------- |
| 21                                    | Szekér Gergő                          | Hol jársz?                            | 8                                     | 8                                     | 7                                     | 8                                     | 31                                    | Kiesett                               |
| 22                                    | Bihary Kíra                           | Tiszavirág                            | 8                                     | 8                                     | 8                                     | 9                                     | 33                                    | Kiesett                               |
| 23                                    | Marcell                               | Felhők közt                           | 7                                     | 7                                     | 6                                     | 7                                     | 27                                    | Kiesett                               |
| 24                                    | Schultz Gellért feat. Tá.Dé           | Paraván                               | 8                                     | 7                                     | 7                                     | 7                                     | 29                                    | Kiesett                               |
| 25                                    | The Sharonz                           | Dilemma                               | 8                                     | 8                                     | 8                                     | 6                                     | 30                                    | Kiesett                               |
| 26                                    | Kamarás Iván                          | Polinéz sanzon                        | 10                                    | 8                                     | 8                                     | 8                                     | 34                                    | Továbbjutott                          |
| 27                                    | Panka és Kristóf                      | Nincsen semmi boldogságom             | 9                                     | 10                                    | 10                                    | 10                                    | 39                                    | Továbbjutott                          |
| 28                                    | From the Sky                          | Antarktika                            | 8                                     | 9                                     | 7                                     | 7                                     | 31                                    | Továbbjutott                          |
| 29                                    | Miviana                               | Égni kell                             | 9                                     | 9                                     | 9                                     | 8                                     | 35                                    | Továbbjutott                          |
| 30                                    | Jazztelen                             | Kaja meg szex                         | 9                                     | 10                                    | 8                                     | 9                                     | 36                                    | Továbbjutott                          |

#### Negyedik válogató
| Negyedik válogató – 2023. április 1. | Negyedik válogató – 2023. április 1. | Negyedik válogató – 2023. április 1. | Negyedik válogató – 2023. április 1. | Negyedik válogató – 2023. április 1. | Negyedik válogató – 2023. április 1. | Negyedik válogató – 2023. április 1. | Negyedik válogató – 2023. április 1. | Negyedik válogató – 2023. április 1. |
| #                                    | Előadó                               | Dal (zene / szöveg)                  | Pontozás                             | Pontozás                             | Pontozás                             | Pontozás                             | Pontozás                             | Eredmény                             |
| #                                    | Előadó                               | Dal (zene / szöveg)                  | Egri Péter                           | Ferenczi György                      | Mező Misi                            | Wolf Kati                            | Σ                                    | Eredmény                             |
| ------------------------------------ | ------------------------------------ | ------------------------------------ | ------------------------------------ | ------------------------------------ | ------------------------------------ | ------------------------------------ | ------------------------------------ | ------------------------------------ |
| 31                                   | Dos Diavolos                         | Nem tanulunk semmiből                | 10                                   | 8                                    | 8                                    | 8                                    | 34                                   | Kiesett                              |
| 32                                   | The Sign                             | Fejest ugrottam                      | 8                                    | 8                                    | 9                                    | 8                                    | 33                                   | Kiesett                              |
| 33                                   | LILy                                 | Visszatáncoltál                      | 7                                    | 7                                    | 7                                    | 8                                    | 29                                   | Kiesett                              |
| 34                                   | Potatopatch                          | Színes film                          | 9                                    | 10                                   | 8                                    | 9                                    | 36                                   | Továbbjutott                         |
| 35                                   | Berki Artúr                          | Végtelen harc                        | 9                                    | 9                                    | 9                                    | 8                                    | 35                                   | Továbbjutott                         |
| 36                                   | TITÁN                                | Éjféli járat                         | 9                                    | 9                                    | 9                                    | 8                                    | 35                                   | Továbbjutott                         |
| 37                                   | Fekete Bori                          | Ördöglakat                           | 7                                    | 8                                    | 7                                    | 7                                    | 29                                   | Kiesett                              |
| 38                                   | LongStoryShort!                      | ez vagyok én                         | 9                                    | 8                                    | 7                                    | 8                                    | 32                                   | Kiesett                              |
| 39                                   | Mocskonyi Dörgő                      | Most is ott a parton                 | 8                                    | 8                                    | 8                                    | 7                                    | 31                                   | Továbbjutott                         |
| 40                                   | Kocsis Tibor                         | Szükség van rád                      | 10                                   | 9                                    | 9                                    | 10                                   | 38                                   | Továbbjutott                         |

### Elődöntők
Az MTVA a két elődöntőt 2023. április 15-én és április 22-én tartja. Az elődöntőkben minden produkciót akusztikus változatban kell előadni a versenyzőknek.

#### Első elődöntő
| Első elődöntő – 2023. április 15. | Első elődöntő – 2023. április 15. | Első elődöntő – 2023. április 15. | Első elődöntő – 2023. április 15. | Első elődöntő – 2023. április 15. | Első elődöntő – 2023. április 15. | Első elődöntő – 2023. április 15. | Első elődöntő – 2023. április 15. | Első elődöntő – 2023. április 15. |
| #                                 | Előadó                            | Dal (zene / szöveg)               | Pontozás                          | Pontozás                          | Pontozás                          | Pontozás                          | Pontozás                          | Eredmény                          |
| #                                 | Előadó                            | Dal (zene / szöveg)               | Egri Péter                        | Ferenczi György                   | Mező Misi                         | Wolf Kati                         | Σ                                 | Eredmény                          |
| --------------------------------- | --------------------------------- | --------------------------------- | --------------------------------- | --------------------------------- | --------------------------------- | --------------------------------- | --------------------------------- | --------------------------------- |
| 01                                | Kamarás Iván                      | Polinéz sanzon                    | 10                                | 8                                 | 8                                 | 8                                 | 34                                | Kiesett                           |
| 02                                | Kocsis Tibor                      | Szükség van rád                   | 10                                | 8                                 | 8                                 | 10                                | 36                                | Kiesett                           |
| 03                                | Pádár Szilvi                      | Súlytalan                         | 9                                 | 10                                | 9                                 | 7                                 | 35                                | Kiesett                           |
| 04                                | From the Sky                      | Antarktika                        | 8                                 | 8                                 | 7                                 | 7                                 | 30                                | Kiesett                           |
| 05                                | Panka és Kristóf                  | Nincsen semmi boldogságom         | 8                                 | 10                                | 10                                | 10                                | 38                                | Továbbjutott                      |
| 06                                | OliverFromEarth                   | Utoljára látni nehéz              | 8                                 | 8                                 | 8                                 | 9                                 | 33                                | Kiesett                           |
| 07                                | Szekeres András                   | Az ősz                            | 10                                | 9                                 | 10                                | 10                                | 39                                | Továbbjutott                      |
| 08                                | Quack                             | Akkor is                          | 10                                | 9                                 | 8                                 | 9                                 | 36                                | Továbbjutott                      |
| 09                                | Miviana                           | Égni kell                         | 9                                 | 9                                 | 9                                 | 9                                 | 36                                | Kiesett                           |
| 10                                | TITÁN                             | Éjféli járat                      | 10                                | 10                                | 10                                | 8                                 | 38                                | Továbbjutott                      |

#### Második elődöntő
| Második elődöntő – 2023. április 22. | Második elődöntő – 2023. április 22. | Második elődöntő – 2023. április 22. | Második elődöntő – 2023. április 22. | Második elődöntő – 2023. április 22. | Második elődöntő – 2023. április 22. | Második elődöntő – 2023. április 22. | Második elődöntő – 2023. április 22. | Második elődöntő – 2023. április 22. |
| #                                    | Előadó                               | Dal (zene / szöveg)                  | Pontozás                             | Pontozás                             | Pontozás                             | Pontozás                             | Pontozás                             | Eredmény                             |
| #                                    | Előadó                               | Dal (zene / szöveg)                  | Egri Péter                           | Ferenczi György                      | Mező Misi                            | Wolf Kati                            | Σ                                    | Eredmény                             |
| ------------------------------------ | ------------------------------------ | ------------------------------------ | ------------------------------------ | ------------------------------------ | ------------------------------------ | ------------------------------------ | ------------------------------------ | ------------------------------------ |
| 01                                   | Jazztelen                            | Kaja meg szex                        | 9                                    | 10                                   | 8                                    | 9                                    | 36                                   | Kiesett                              |
| 02                                   | Kovács Áron                          | Lennél                               | 9                                    | 9                                    | 9                                    | 9                                    | 36                                   | Kiesett                              |
| 03                                   | Escape My Shadows                    | Emlékezni rád                        | 9                                    | 8                                    | 9                                    | 8                                    | 34                                   | Kiesett                              |
| 04                                   | Mocskonyi Dörgő                      | Most is ott a parton                 | 9                                    | 8                                    | 8                                    | 7                                    | 32                                   | Továbbjutott                         |
| 05                                   | Potatopatch                          | Színes film                          | 8                                    | 8                                    | 9                                    | 9                                    | 34                                   | Kiesett                              |
| 06                                   | Varga Zsuzsa                         | Te beszéled a nyelvemet              | 9                                    | 9                                    | 9                                    | 9                                    | 36                                   | Kiesett                              |
| 07                                   | Berki Artúr                          | Végtelen harc                        | 9                                    | 9                                    | 9                                    | 9                                    | 36                                   | Kiesett                              |
| 08                                   | EVERFLASH                            | Édenkert                             | 9                                    | 10                                   | 9                                    | 9                                    | 37                                   | Továbbjutott                         |
| 09                                   | Szebényi Dániel                      | Vigasztaló                           | 10                                   | 10                                   | 9                                    | 9                                    | 38                                   | Továbbjutott                         |
| 10                                   | Roy Galeri                           | Boldog vagy                          | 10                                   | 9                                    | 9                                    | 9                                    | 37                                   | Továbbjutott                         |

### Döntő
A döntőt 2023. április 29-én tartja az MTVA nyolc előadó részvételével. A végeredmény a nézői szavazás illetve a szakmai zsűri szavazatai alapján alakul ki. A zsűri a dalok elhangzása után csak szóban értékeli a produkciókat. Az összes dal elhangzása után pontozta a produkciókat a zsűri. Az első helyezett 10 pontot kap, a második 8-at, a harmadik 6-ot, míg a negyedik 4 pontot. A pontozás során a négy legtöbb pontot szerzett dal közül a nézők SMS-ben küldött szavazatokkal választják ki a verseny győztesét. A műsort élőben közvetíti a Duna és a Duna World, illetve interneten adal.hu. A döntőben minden produkciót szimfonikus változatban adnak elő a versenyzők az MR Szimfonikusok közreműködésében.
| #  | Előadó Dal (zene / szöveg) | Zsűri    | Zsűri    | Nézők | Nyeremény    |
| #  | Előadó Dal (zene / szöveg) | Pontszám | Eredmény | Nézők | Nyeremény    |
| -- | -------------------------- | -------- | -------- | ----- | ------------ |
| 01 | Quack                      | 12       | 5.       | —     | 1 millió Ft  |
| 01 | Akkor is                   | 12       | 5.       | —     | 1 millió Ft  |
| 02 | Panka és Kristóf           | 30       | 1.       | —     | 5 millió Ft  |
| 02 | Nincsen semmi boldogságom  | 30       | 1.       | —     | 5 millió Ft  |
| 03 | EVERFLASH                  | 0        | 6.       | —     | 1 millió Ft  |
| 03 | Édenkert                   | 0        | 6.       | —     | 1 millió Ft  |
| 04 | Szekeres András            | 24       | 2.       | —     | 5 millió Ft  |
| 04 | Az ősz                     | 24       | 2.       | —     | 5 millió Ft  |
| 05 | Szebényi Dániel            | 22       | 4.       | —     | 5 millió Ft  |
| 05 | Vigasztaló                 | 22       | 4.       | —     | 5 millió Ft  |
| 06 | Roy Galeri                 | 0        | 6.       | —     | 1 millió Ft  |
| 06 | Boldog vagy                | 0        | 6.       | —     | 1 millió Ft  |
| 07 | Mocskonyi Dörgő            | 0        | 6.       | —     | 1 millió Ft  |
| 07 | Most is ott a parton       | 0        | 6.       | —     | 1 millió Ft  |
| 08 | TITÁN                      | 24       | 2.       | 1.    | 10 millió Ft |
| 08 | Éjféli járat               | 24       | 2.       | 1.    | 10 millió Ft |

#### Ponttáblázat
| \| Dalok \| Zsűri szavazatok \| Zsűri szavazatok \| Zsűri szavazatok \| Zsűri szavazatok \| Zsűri szavazatok \| \| Dalok \| Σ \| Egri Péter \| Ferenczi György \| Mező Misi \| Wolf Kati \| \| -------------------------------------------- \| ---------------- \| ---------------- \| ---------------- \| ---------------- \| ---------------- \| \| Akkor is (Quack) \| 12 \| 4 \| 4 \| \| 4 \| \| Nincsen semmi boldogságom (Panka és Kristóf) \| 30 \| \| 10 \| 10 \| 10 \| \| Édenkert (EVERFLASH) \| 0 \| \| \| \| \| \| Az ősz (Szekeres András) \| 24 \| 8 \| \| 8 \| 8 \| \| Vigasztaló (Szebényi Dániel) \| 22 \| 6 \| 6 \| 4 \| 6 \| \| Boldog vagy (Roy Galeri) \| 0 \| \| \| \| \| \| Most is ott a parton (Mocskonyi Dörgő) \| 0 \| \| \| \| \| \| Éjféli járat (TITÁN) \| 24 \| 10 \| 8 \| 6 \| \| |                  |                  |                  |                  |                  |
| Dalok | Zsűri szavazatok | Zsűri szavazatok | Zsűri szavazatok | Zsűri szavazatok | Zsűri szavazatok |
| Dalok | Σ                | Egri Péter       | Ferenczi György  | Mező Misi        | Wolf Kati        |
| Akkor is (Quack) | 12               | 4                | 4                |                  | 4                |
| Nincsen semmi boldogságom (Panka és Kristóf) | 30               |                  | 10               | 10               | 10               |
| Édenkert (EVERFLASH) | 0                |                  |                  |                  |                  |
| Az ősz (Szekeres András) | 24               | 8                |                  | 8                | 8                |
| Vigasztaló (Szebényi Dániel) | 22               | 6                | 6                | 4                | 6                |
| Boldog vagy (Roy Galeri) | 0                |                  |                  |                  |                  |
| Most is ott a parton (Mocskonyi Dörgő) | 0                |                  |                  |                  |                  |
| Éjféli járat (TITÁN) | 24               | 10               | 8                | 6                |                  |

A nézői szavazás alapján A Dalt a TITÁN nyerte. A versenydaluk, az Éjféli járat megfelelt volna az Eurovíziós Dalfesztivál szabályainak, hiszen 2022. szeptember 1-je után mutatták be nyilvánosan.

## A Dal 2023 különdíjai
Nyolcadik éve ítélte volna oda a szakmai zsűri A Dal felfedezettje, illetve A legjobb dalszöveg díját, azonban végül egyiket sem osztották ki a műsorban.

## Visszatérő előadók
Az egyes fordulók neveinek megváltozása miatt a 2013 és 2016 között életben lévő elődöntő–középdöntő–döntő rendszer elnevezése a táblázatban a 2017-ben bevezetett válogató–elődöntő–döntő formátumban olvasható.
| Előadó                                      | Előző év(ek)                              | Előző dal(ok)                             | Előző legjobb eredmény(ek)                |
| A Dal eurovíziós nemzeti dalválasztó show   | A Dal eurovíziós nemzeti dalválasztó show | A Dal eurovíziós nemzeti dalválasztó show | A Dal eurovíziós nemzeti dalválasztó show |
| ------------------------------------------- | ----------------------------------------- | ----------------------------------------- | ----------------------------------------- |
| Nagy Bogi (1AM-mel és Pál Dénessel közösen) | 2019                                      | Holnap                                    | Döntő (4. hely)                           |
| Pál Dénes (1AM-mel és Nagy Bogival közösen) | 2013                                      | Szíveddel láss (Agárdi Szilvivel közösen) | Döntő (=7. hely)                          |
| Pál Dénes (1AM-mel és Nagy Bogival közösen) | 2014                                      | Brave New World                           | Döntő (6. hely)                           |
| Tá.Dé (Schultz Gellérttel közösen)          | 2019                                      | Ő (A The Sign együttes tagjaként)         | Első elődöntő (6. hely)                   |
| Szekér Gergő                                | 2019                                      | Madár, repülj!                            | Döntő (5. hely)                           |
| The Sign                                    | 2019                                      | Ő                                         | Első elődöntő (6. hely)                   |
| A Dal tehetségkutató műsor                  |                                           |                                           |                                           |
| HolyChicks                                  | 2020                                      | Pillangóhatás                             | Első elődöntő (9. hely)                   |
| Fekete Bori                                 | 2020                                      | Tiszavirág (Horus x Marcus-szal közösen)  | Első elődöntő (6. hely)                   |
| LongStoryShort!                             | 2021                                      | Talán holnap                              | Második válogató (=8. hely)               |
| Nagy Bogi (1AM-mel és Pál Dénessel közösen) | 2020                                      | Maradok                                   | Első elődöntő (5. hely)                   |
| Pádár Szilvi                                | 2022                                      | Kismadár                                  | Döntő (=7. hely)                          |
| Pál Dénes (1AM-mel és Nagy Bogival közösen) | 2020                                      | Készen állsz                              | Második elődöntő (6. hely)                |
| Roy (A Roy Galeri tagjaként)                | 2021                                      | Még ma este (a Ruby Harlemmel közösen)    | Második elődöntő (=5. hely)               |
| Szekér Gergő                                | 2021                                      | Hazatérsz!                                | Harmadik válogató (6. hely)               |
| The Sharonz                                 | 2022                                      | Szép más világ                            | Harmadik válogató (=6. hely)              |

## Nézettség
Jelmagyarázat
     – A Dal 2023 legmagasabb nézettsége
     – A Dal 2023 legalacsonyabb nézettsége
| Adás              | Sugárzás                         | Duna                 | Duna                 | Duna                 | Duna                | Duna                | Duna                | Forrás     |
| Adás              | Sugárzás                         | Teljes lakosság (4+) | Teljes lakosság (4+) | Teljes lakosság (4+) | Célközönség (18–59) | Célközönség (18–59) | Célközönség (18–59) | Forrás     |
| Adás              | Sugárzás                         | AMR                  | Arány (SHR%)         | Heti helyezés        | AMR                 | Arány (SHR%)        | Heti helyezés       | Forrás     |
| A Dal 2023        | A Dal 2023                       | A Dal 2023           | A Dal 2023           | A Dal 2023           | A Dal 2023          | A Dal 2023          | A Dal 2023          | A Dal 2023 |
| ----------------- | -------------------------------- | -------------------- | -------------------- | -------------------- | ------------------- | ------------------- | ------------------- | ---------- |
| Első válogató     | 2023. március 11. szombat, 19:35 | 269 342              | 6,5                  | 23.                  |                     |                     | 30+                 | [ 1 ]      |
| Második válogató  | 2023. március 18. szombat, 19:35 | 275 038              | 6,9                  | 23.                  |                     |                     | 30+                 | [ 2 ]      |
| Harmadik válogató | 2023. március 25. szombat, 19:35 | 208 398              | 5,3                  | 20.                  |                     |                     | 30+                 | [ 3 ]      |
| Negyedik válogató | 2023. április 1. szombat, 19:35  | 214 223              | 5,2                  | 26.                  |                     |                     | 30+                 | [ 4 ]      |
| Első elődöntő     | 2023. április 15. szombat, 19:35 | 190 777              | 4,9                  | 30.                  |                     |                     | 30+                 | [ 5 ]      |
| Második elődöntő  | 2023. április 22. szombat, 19:35 | 176 000              | 5,6                  | 30+                  |                     |                     | 30+                 | [ 6 ]      |
| Döntő             | 2023. április 29. szombat, 19:35 | 164 000              | 5,3                  | 30+                  |                     |                     | 30+                 | [ 7 ]      |